# Аббе де Сіто
Аббе-де-Сіто, зрідка Аббеі-де-Сіто (фр. Abbaye de Citeaux) — французький напівм'який сир з коров'ячого молока.
Сир також відомий під своєю іншою назвою — Трапп де Сіто (фр. Trappe de Cîteaux). Близький родич сиру Реблошон.

## Історія
Сир виробляється в Абатстві Святого Миколая з 1925 року. Кожен рік з молока від 70 корів породи Монбельярд, виробляється близько 60 тонн цього сиру. Більша частина виробленого сиру реалізується на місцевому ринку.

## Виготовлення
Для приготування сиру використовується пастеризоване молоко корів породи Монбельярд. Сир дозріває протягом двох місяців, в період дозрівання сир регулярно промивають і перевертають.

## Опис
Головки сиру мають форму диска діаметром 18 сантиметрів, заввишки 3,5–4 сантиметри і вагою 700 грамів. Головка покрита гладкою шкіркою рожево-оранжевого кольору з білим пухнастим нальотом, під якою знаходиться злегка пресована однорідна гладка блискуча вершкова м'якоть кольору слонової кістки. М'якоть може бути злегка текучою. По всій масі рівномірно розташовані маленькі дірочки.
Цей сир має легкий запах сирного льоху, збалансований букет, жирну кремоподібну текстуру і яскравий солодкуватий фруктовий смак. Вживається з молодим охолодженим вином Божоле (фр. Beaujolais) або Бургундським (фр. Bourgogne), що має легкий фруктовий букет і виноградний аромат.